# Paisatge (geografia)

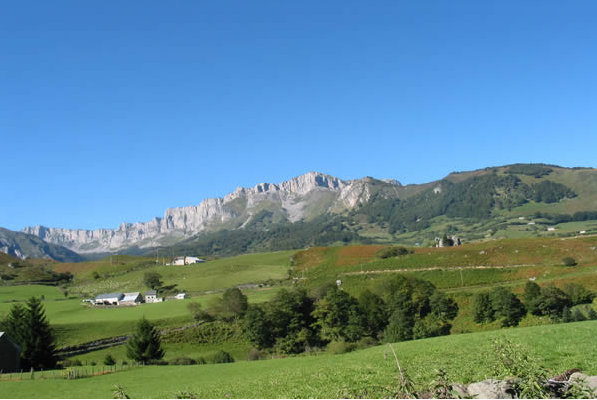
Paisatge a la Vall d'Aspa (França)

Definir el paisatge des del punt de vista geogràfic no és fàcil, perquè aquest és l'objecte d'estudi primordial i el document geogràfic bàsic a partir del qual es fa la geografia. Entenem, en general, per paisatge qualsevol àrea que inclou tant els trets naturals com els modelats per l'home i que tenen un reflex visual en l'espai.
En ecologia es defineix paisatge com un conjunt heterogeni d'ecosistemes, i la unitat bàsica d'estudi és la tessel·la.

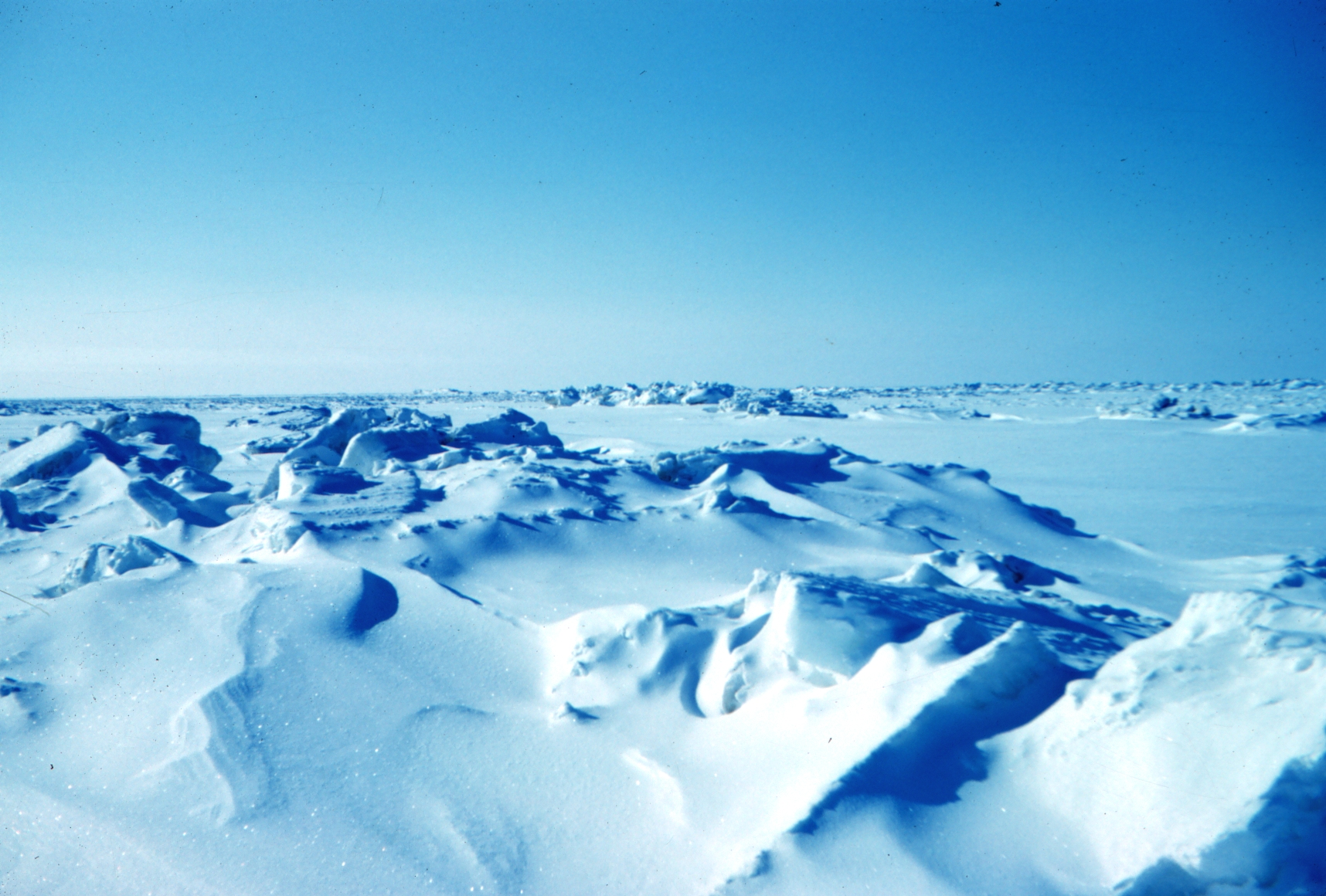
Paisatge àrtic al Mar de Beaufort

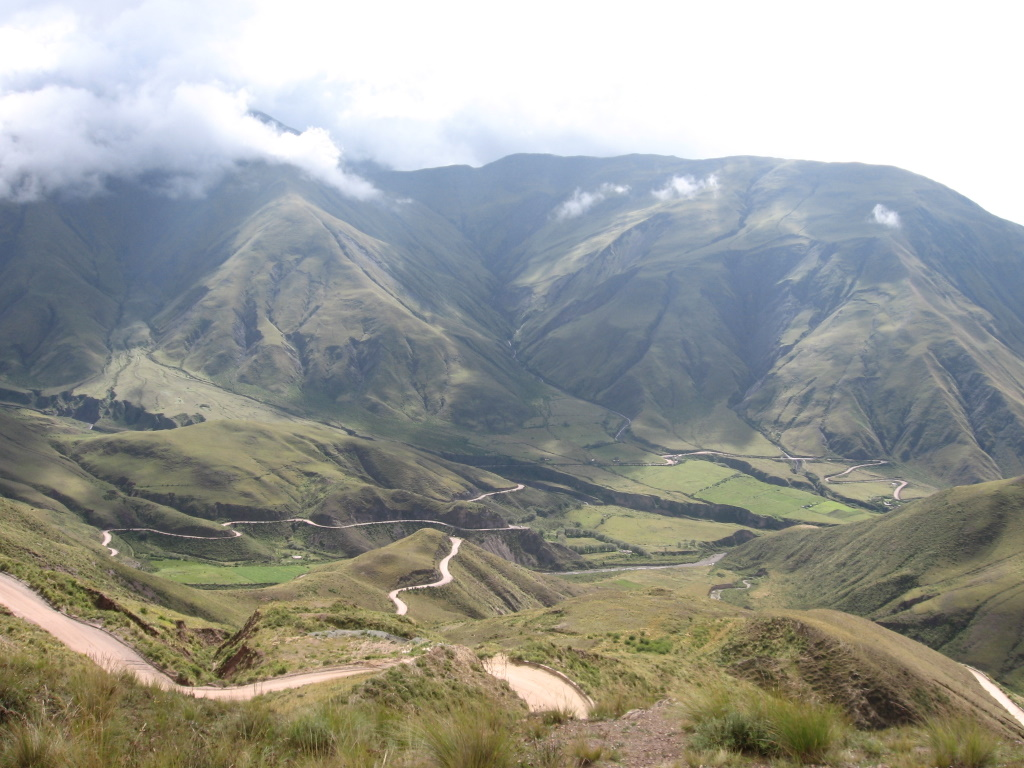
Paisatge a la Cuesta del Obispo (Argentina)

El paisatge es defineix per les seves formes, naturals o antròpiques. Tot paisatge està compost per elements que s'articulen entre si. Aquests elements són bàsicament de tres tipus: abiòtics, biòtics i antròpics, que apareixen per l'acció humana. Determinar aquests elements és el que constitueix el primer nivell de l'anàlisi geogràfica.

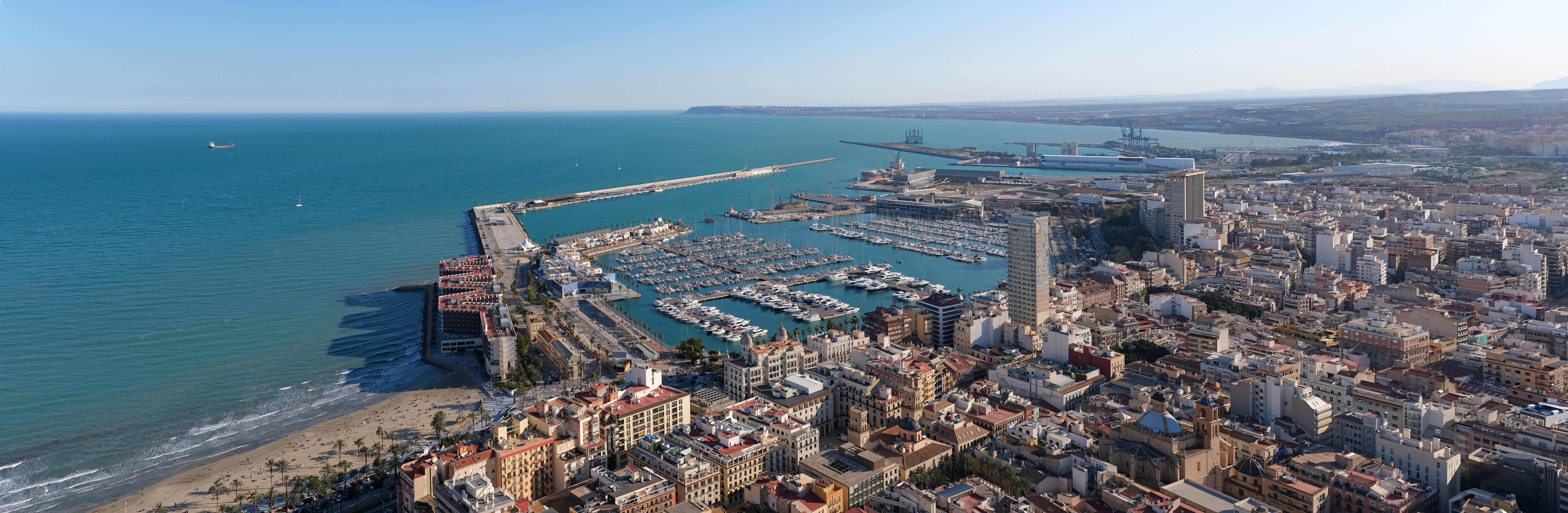
Paisatge humanitzat, de la ciutat d'Alacant

En principi tota activitat humana té un reflex a l'espai i, per tant, modifica el paisatge. Es pot conèixer el caràcter d'una societat per les seves manifestacions a l'espai, i pel seu impacte en el paisatge. Així, a manera d'exemple, si una societat necessita pa apareixeran en el paisatge: camps de blat, molins, forns i fleques per a la seva distribució al públic. Fins les activitats aparentment més etèries tenen el seu impacte en l'espai i modifiquen el paisatge, com la banca i les seves sucursals, la telefonia cel·lular i les antenes de repetició o les empreses de venda a través de la xarxa i els magatzems en els quals guarden la mercaderia.

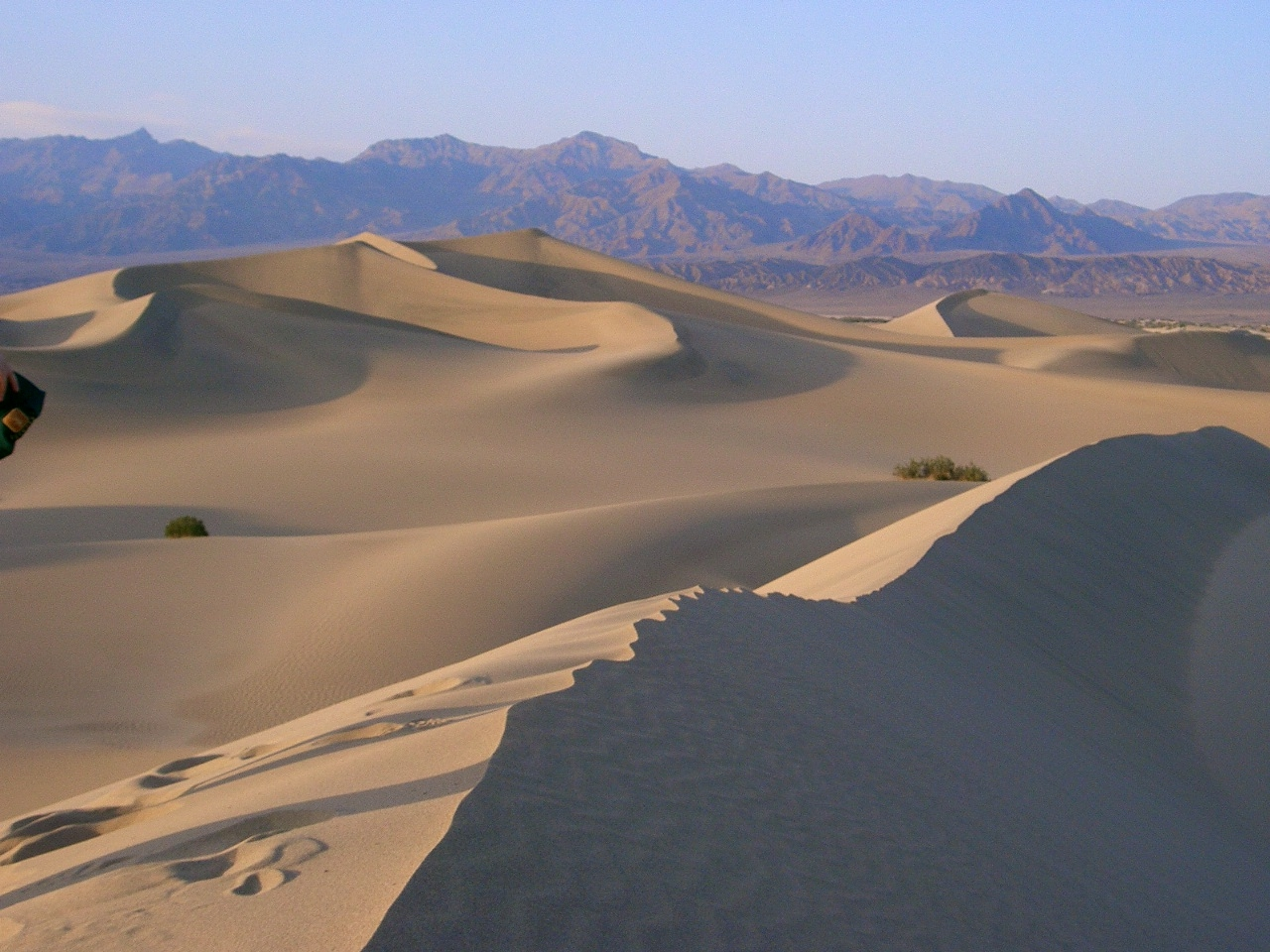
Paisatge desèrtic al Death Valley (Estats Units)

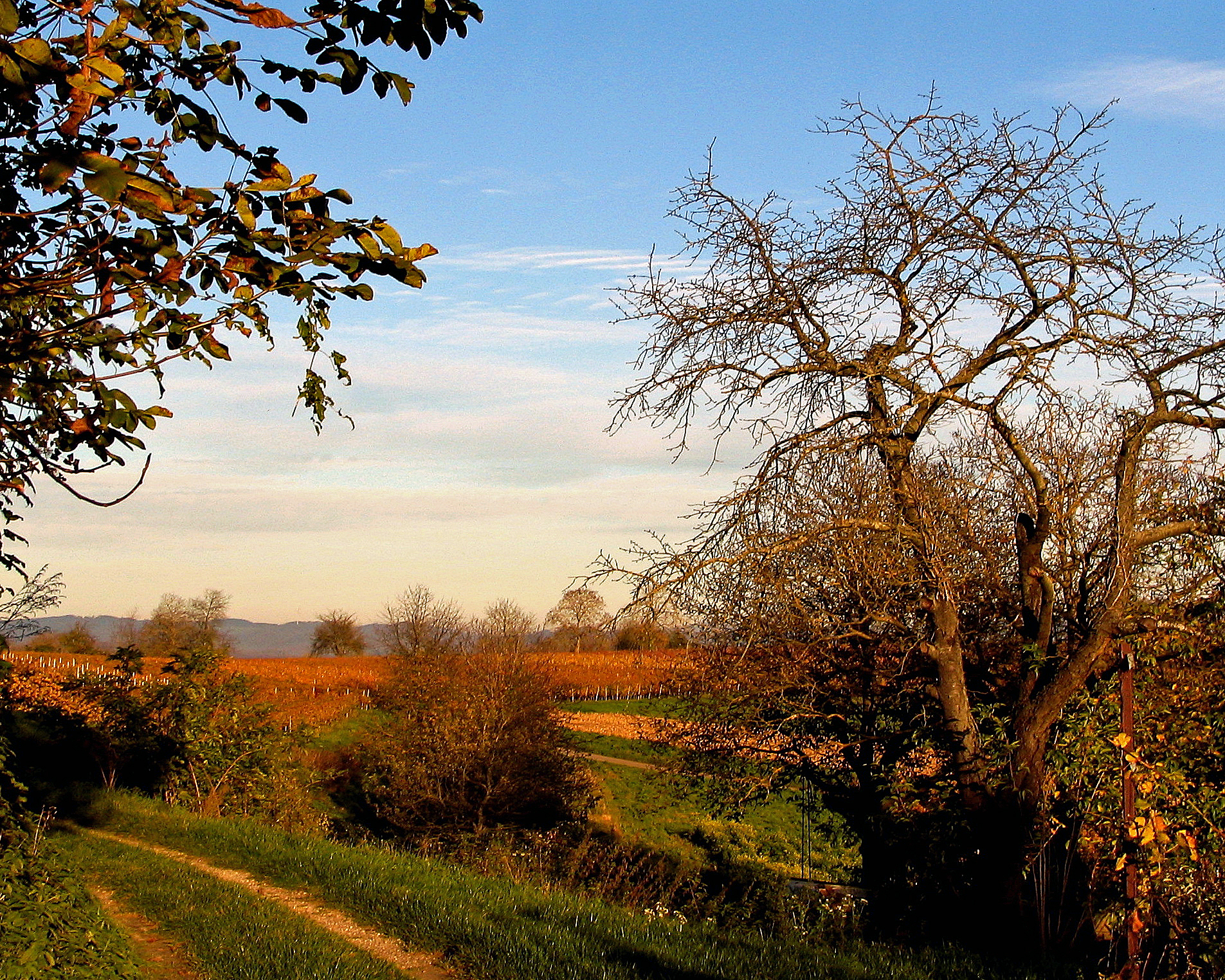
Paisatge de tardor

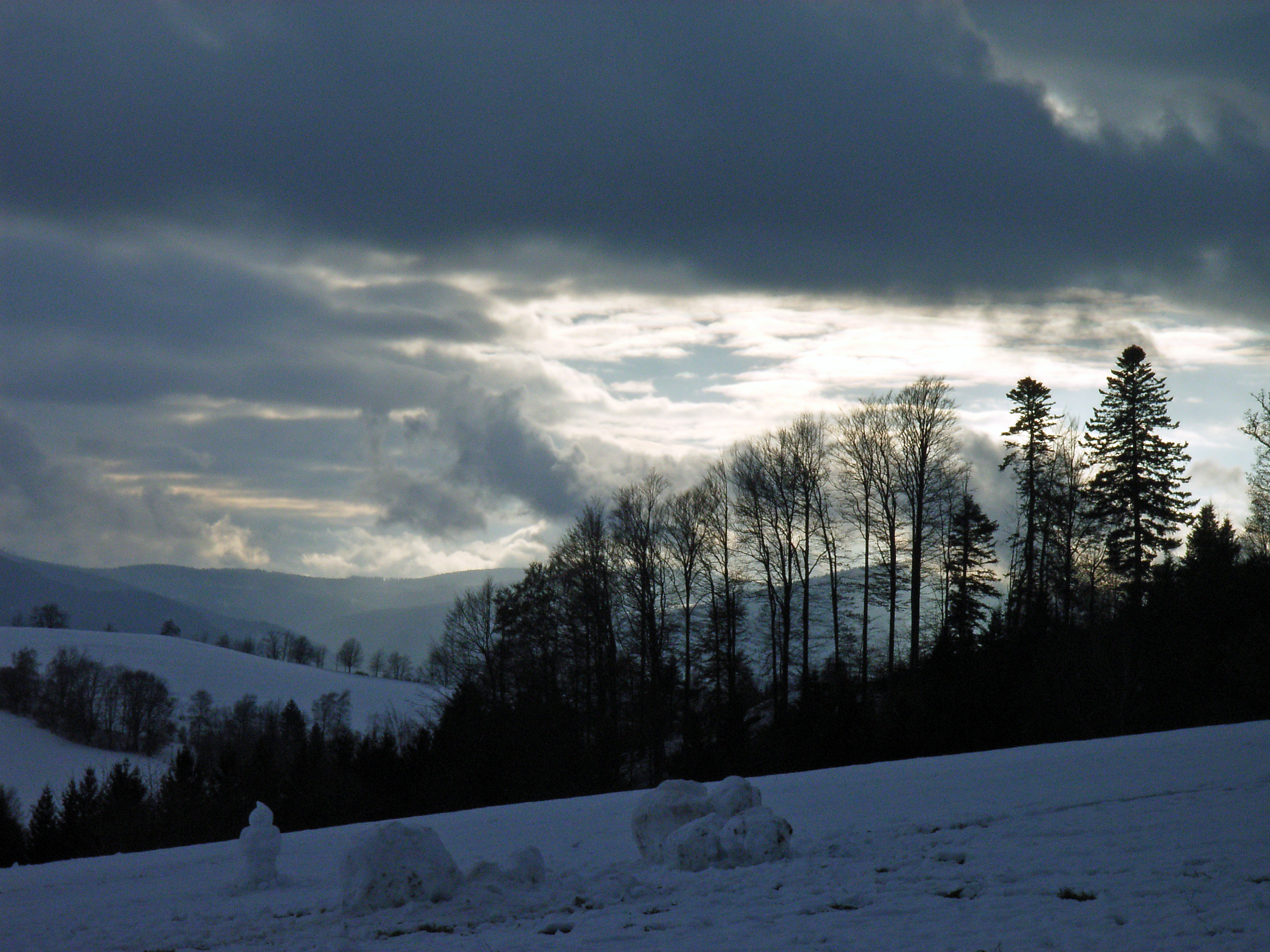
Paisatge d'hivern

## El paisatge en l'art
Durant anys, en el món de l'art, hi ha un canvi de concepció de la pintura de paisatge, primer concebuda com a gènere menor. Per altra banda no hem de confondre paisatge i naturalesa.
Amb paisatge ens referim a la naturalesa domesticada, construïda, on ha intervengut la mà de l'home. És un objecte que implica un subjecte que mira. El paisatge natural (dels Pirineus) no està domesticat, però és la nostra visió dels Pirineus. Aquest paisatge el construïm amb la mirada, traslladada al quadre. Paisatge com a gènere pictòric. Avui queda poca natura sense intervenir.
El gènere de paisatge no és la invenció del romanticisme. Però William Turner, John Constable i Friedrich són artistes inventen altres formes de relacionar-se amb el paisatge, com un mitjà d'expressió de símbols. El paisatge no és un tema per si sol, sinó que és el resultat d'una experiència.
Per a molts romàntics el paisatge és un espai d'evasió, de regeneració, en un nou espai d'experiència. Via d'expressió dels sentiments i l'experiència.